# فرودگاه سنت اندرتی-اوللین (ریچارد مرکت)
فرودگاه سنت اندرتی-اوللین (ریچارد مرکت) (به انگلیسی: Saint-André-Avellin (Richard Marcotte) Aerodrome) یک فرودگاه خصوصی است که یک باند فرود چمن دارد و طول باند آن ۸۷۵ متر است. این فرودگاه در شهر سنت آندره آولین، کبک کشور کانادا قرار دارد و در ارتفاع ۱۶۸ متری از سطح دریا واقع شده است.